# Illuka (dorp)
Illuka is een plaats in de Estlandse gemeente Alutaguse (Estisch: Alutaguse vald), provincie Ida-Virumaa. De plaats telt 78 inwoners (2021) en heeft de status van dorp (Estisch: küla). Tot in 2017 was het de hoofdplaats van de gemeente Illuka (Illuka vald), die in dat jaar opging in Alutaguse.
In 1424 werd de plaats voor het eerst in een oorkonde vermeld onder de naam Somovere.  Uit 1657 stamt de eerste vermelding van een landgoed Illuck. In 1782 bouwden de Russische boeren uit de streek een eigen Russisch-orthodoxe kapel. In 1930 werd de houten evangelisch-lutherse kerk van Illuka ingewijd.

## Landgoed Illuka
Het huidige hoofdgebouw van het landgoed dateert uit 1888 en is ontworpen door de architect Friedrich Mod. Het staat op de monumentenlijst. Het landgoed, dat in handen was van de Baltisch-Duitse familie Dieckhoff, was toen een uitgestrekt terrein, dat ook het dorp Kuremäe omvatte. Het produceerde landbouwproducten, vooral rogge, en hield daarnaast koeien, die melkproducten leverden.
In 1912 verkocht de familie Dieckhoff het landgoed aan baron Claus von Nottbeck. In 1921, toen Estland onafhankelijk was geworden, werd het landgoed onteigend. Sindsdien is het hoofdgebouw de plaatselijke school. Een deel van het landgoed is nu een park, het Mõisa pargis.

## Foto’s

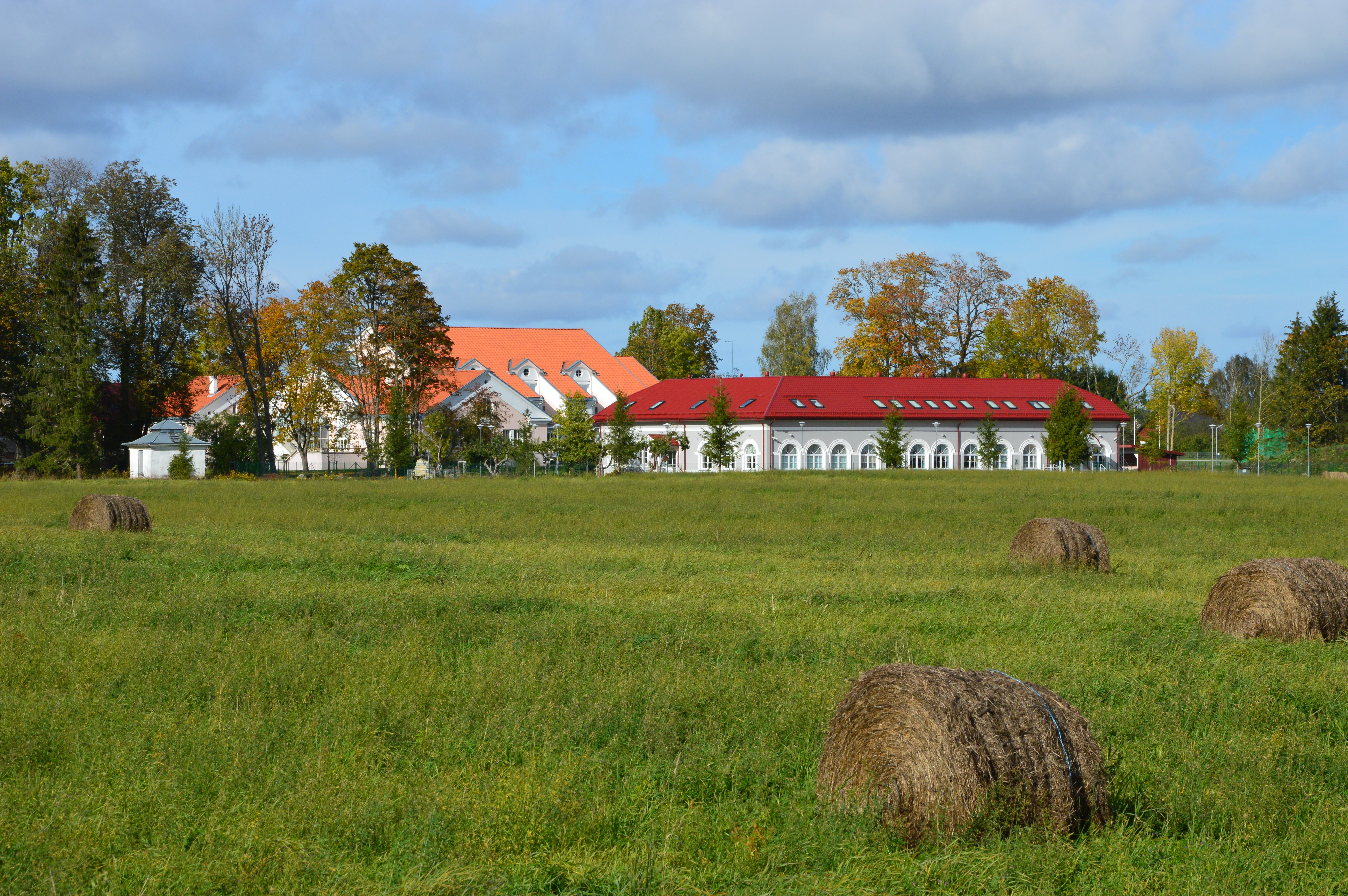
Gebouw op het landgoed Illuka
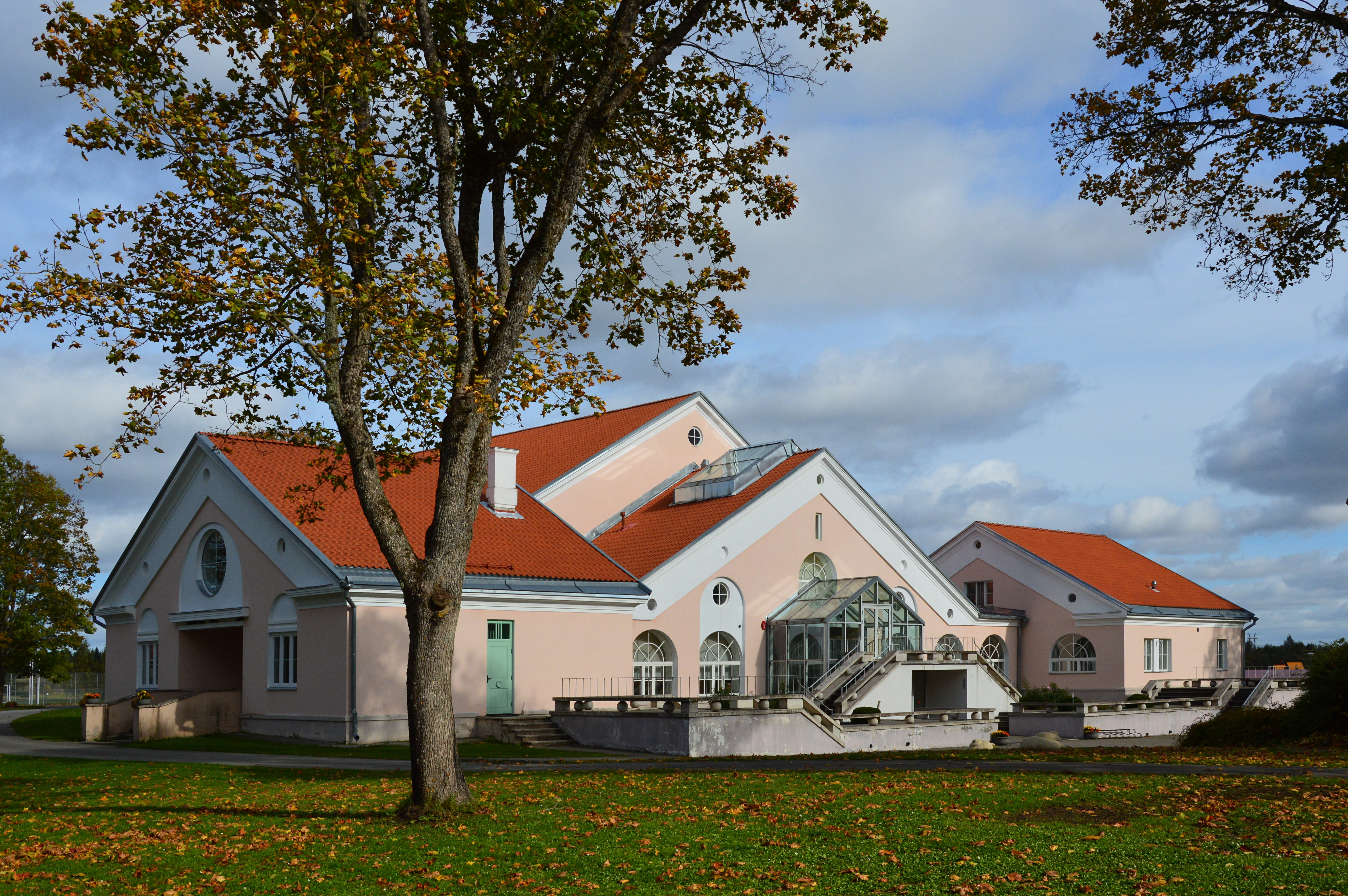
Gebouw op het landgoed Illuka
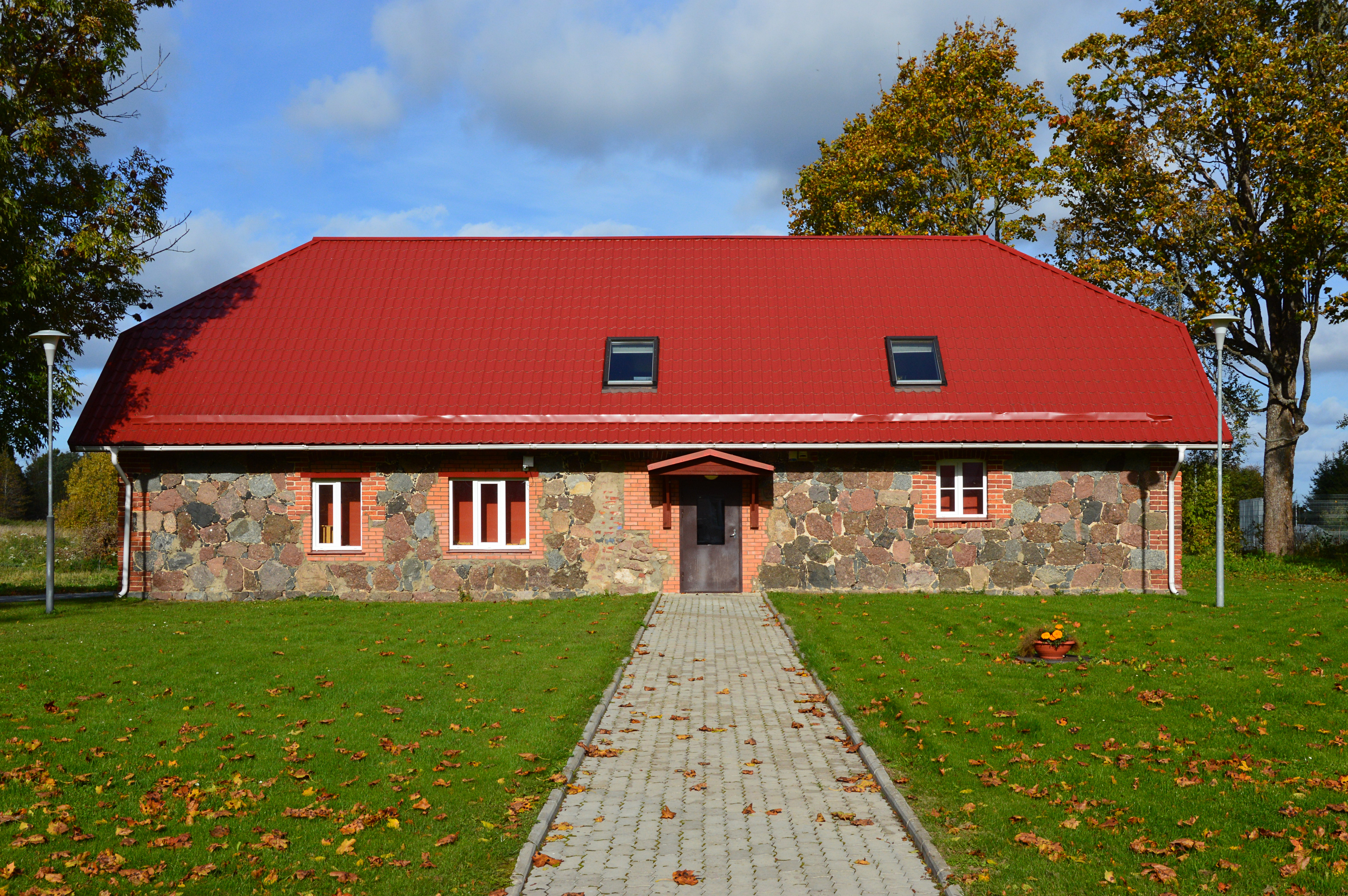
Gebouw op het landgoed Illuka
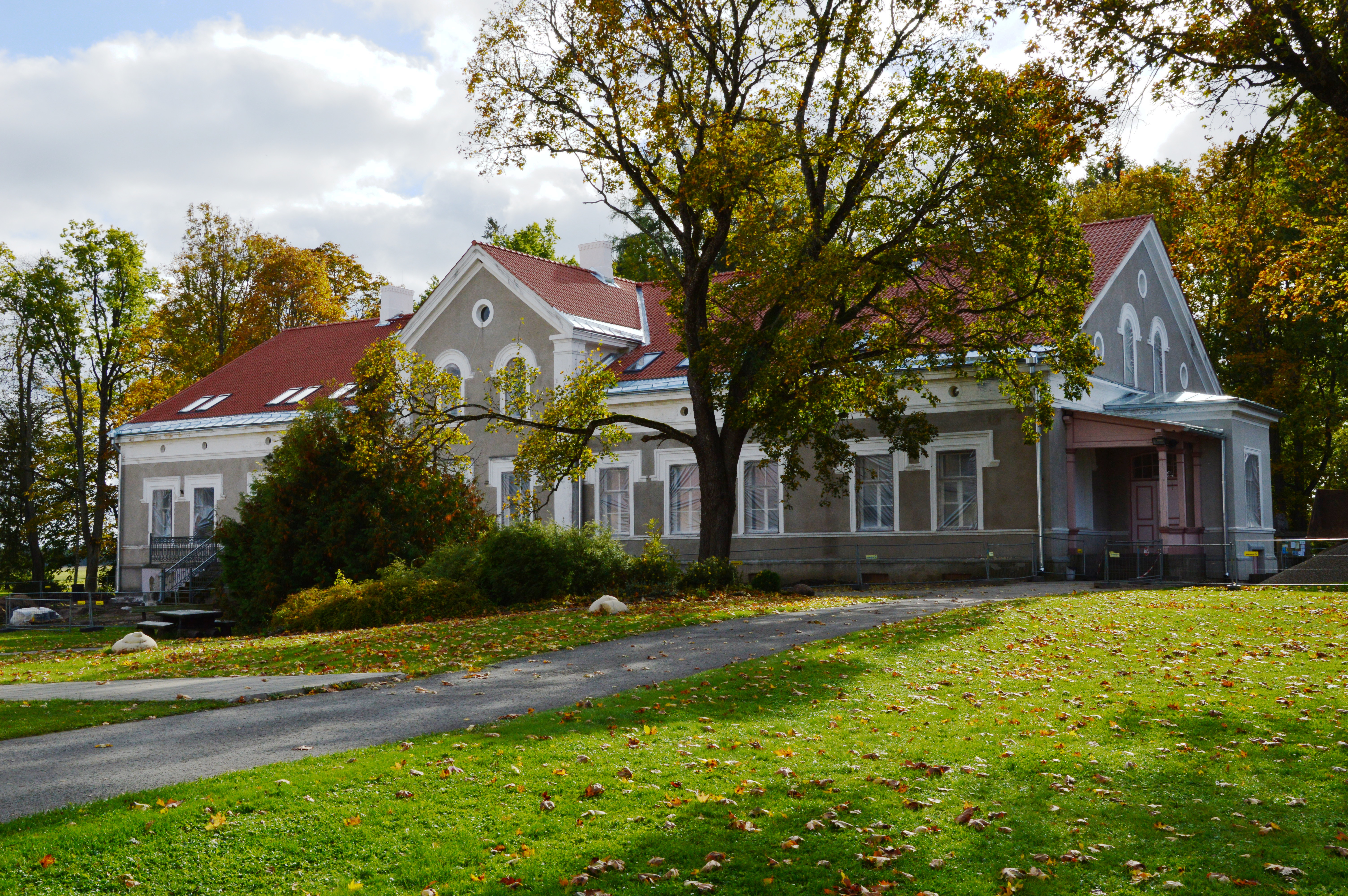
Hoofdgebouw van het landgoed Illuka
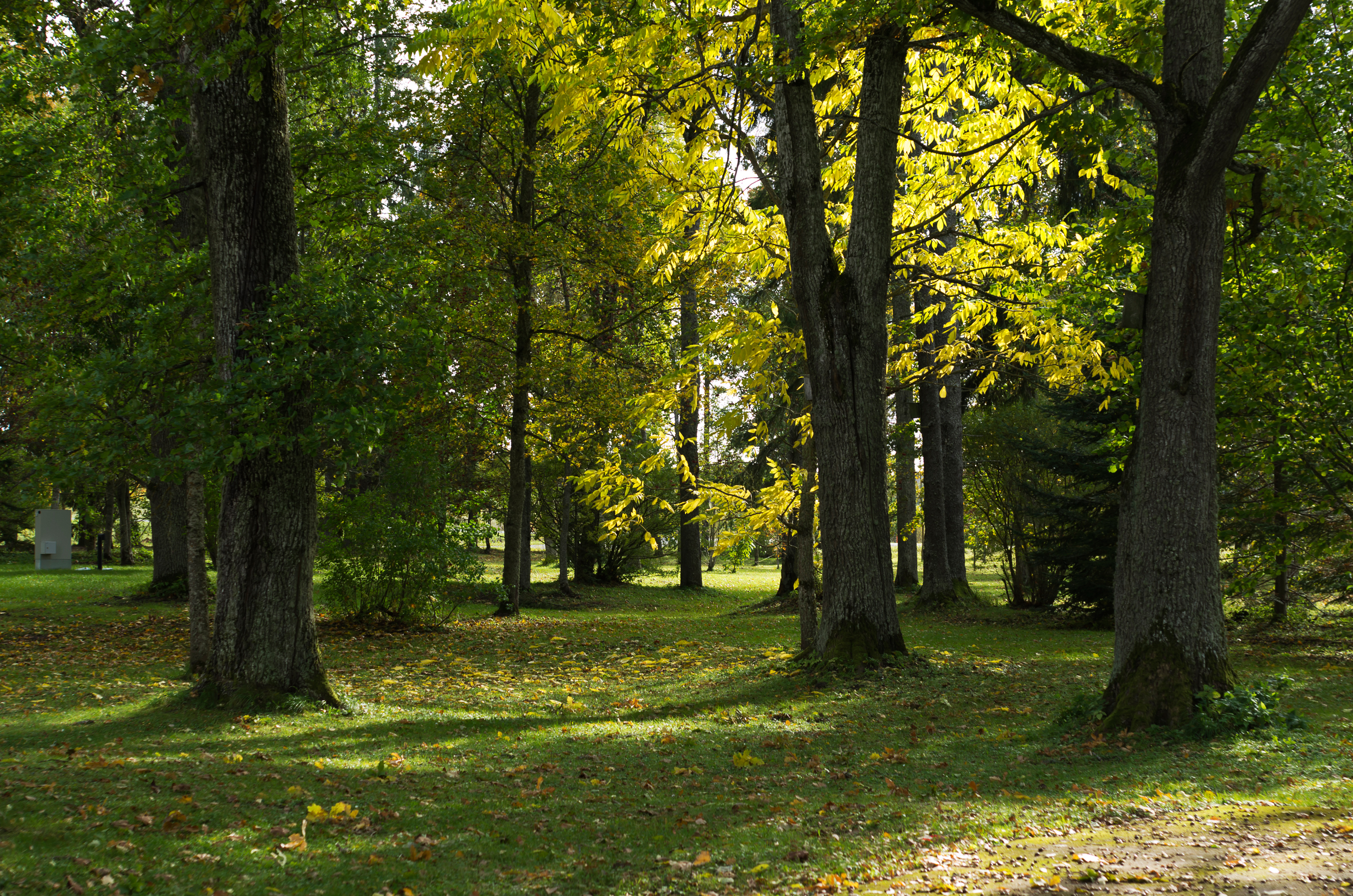
Park van het landgoed (Mõisa pargis)